# 侯官之战
侯官之战（196年—约203年）是东汉末年孙吴政权征伐侯官县（治所在今福建省福州市鼓楼区）的战争。
东汉建安元年（196年），割据江东的孙策亲自率军进攻会稽郡（治所在今浙江省绍兴市）。会稽太守王朗战败，经海道逃到侯官。孙策率军入闽，追击王朗。在王朗属下的功曹虞翻的劝说下，王朗得到侯官长商升的庇护。孙策任命永宁（治所在今浙江省永嘉县）长韩晏为会稽南部都尉，攻打商升，结果被商升打败。不久，王朗打算逃到交州，出海时遭孙策追击，被迫投降。孙策又命贺齐代替韩晏出任会稽南部都尉，继续进攻侯官。商升害怕贺齐的威名，派遣使者请求与贺齐订立盟约。贺齐因此告谕商升，向他陈述祸福利害关系，商升于是送上印绶，走出府邸请求投降。叛军头领张雅、詹强等人不愿商升投降，反而一起杀死商升，张雅自称无上将军，詹强自称会稽太守。叛军人多而贺齐兵少，无力前往征讨，于是贺齐驻军休息。张雅与他的女婿何雄争夺权势，不相和睦，贺齐便令山越人借故让他们结怨，使他们猜忌对立，各自拥兵图谋对方。于是，贺齐领兵攻打，一仗就大败张雅。詹强感到恐惧，遂率众投降，此事大约发生在建安八年（203年）。从此，闽江下游地区便归孙吴政权所有。